# Julián Muñoz (Skirennläufer)
Julián Daniel Muñoz Zúñiga (* 11. Juli 1946 in San Francisco, Vereinigte Staaten) ist ein ehemaliger costa-ricanischer Skirennläufer.

## Karriere
Muñoz nahm zwei Mal an Olympischen Winterspielen teil. 1988 in Calgary und 1992 in Albertville, wobei er seine beste Platzierung 1988 mit Rang 51 im Slalom erreichte.
Nach den Winterspielen 1992 ist er nicht mehr als Rennläufer in Erscheinung getreten.

## Erfolge

### Olympische Winterspiele
- Calgary 1988: 51. Slalom, 68. Riesenslalom
- Albertville 1992: 64. Slalom, 90. Riesenslalom